# جان بانی
جان بانی (انگلیسی: John Bunny؛ ۲۱ سپتامبر ۱۸۶۳ – ۲۶ آوریل ۱۹۱۵) یک هنرپیشه فیلم‌های صامت اهل ایالات متحده آمریکا بود. وی بین سال‌های ۱۹۰۹ تا ۱۹۱۵ میلادی فعالیت می‌کرد.

## نگارخانه

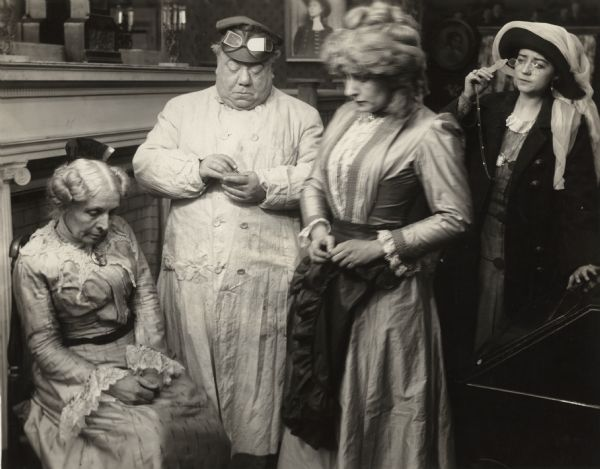